# L'antre Corici
L'antre Corici (Κορυκιο Αντρον) és una cova de Grècia. És en un vessant de la muntanya del Parnàs, a 3 km al nord-oest de Delfos, i consta d'una sèrie de cavitats, la primera de les quals fa 60 m de fondària, 30 d'ample i 12 d'alt, i té nombroses estalactites. El nom grec actual d'aquesta cova és Sarantavli ('quaranta estances').
En la mitologia grega, la cova agafà el nom de la nimfa Corícia (Κωρύκια), que va tenir amb Apol·lo un fill anomenat Licor. Pel nom de Licor, que també és un dels antics de Delfos, es va dir la cova Licorea, igual que la ciutat.
En aquesta cova es refugiaren els habitants de Delfos durant la invasió persa. Ha seguit servint de refugi en cas de guerra fins a l'actualitat. Hi ha inscripcions en honor del déu Pan i les nimfes.

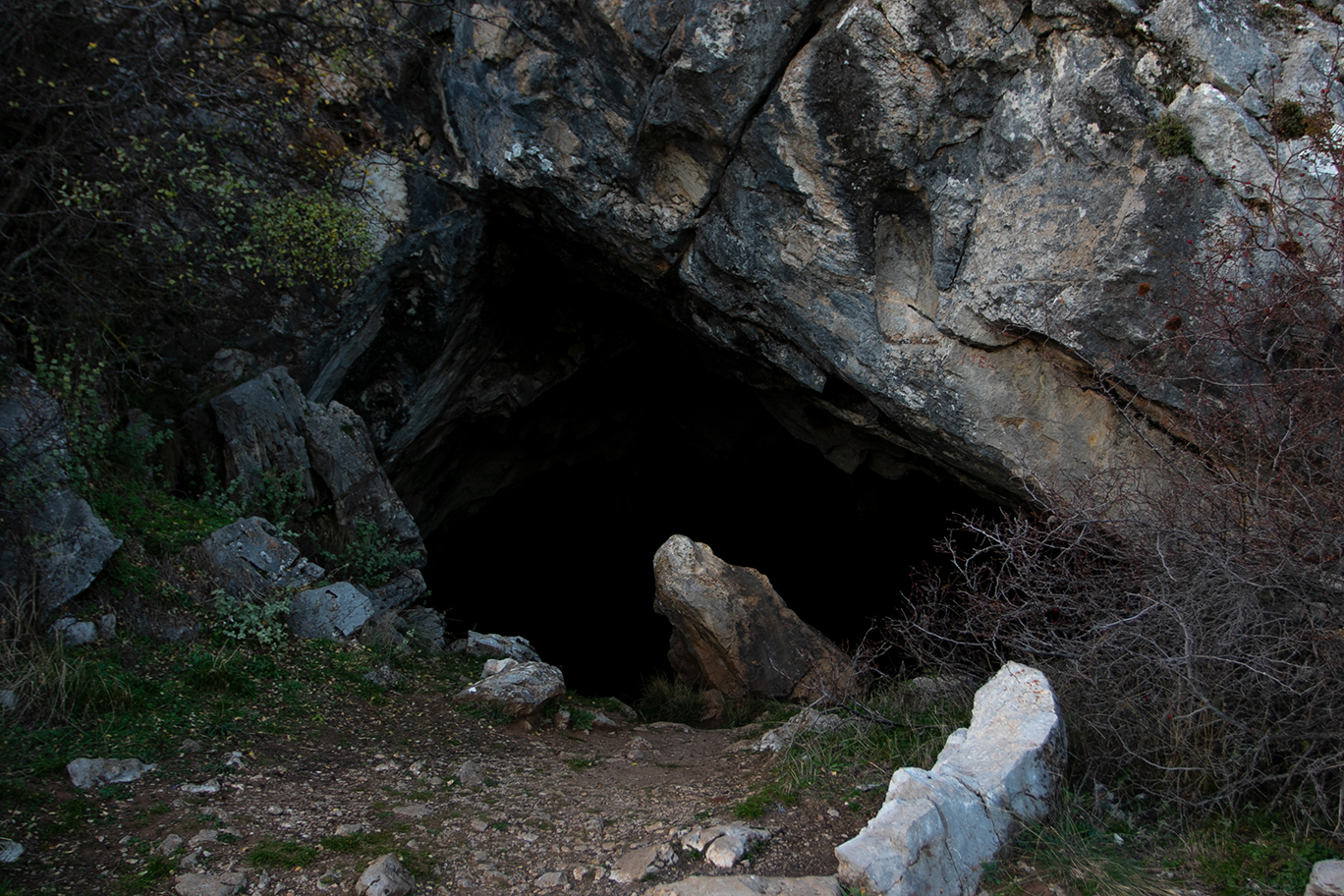
Entrada a l'antre Corici.